# 马塔姆巴王国
马塔姆巴王国，又称马坦巴王国，是非洲历史上的王国，位于今安哥拉罗安达东北部的宽果河流域。王国在16世纪之前由讲金邦杜语的人建立，直到1550年左右，其一直处于刚果王国势力范围。马塔姆巴王国值得注意的是，它经常有女性统治者当权。1630—1632年，它被邻国恩东戈王国的统治者恩津加征服，当时她被恩东戈国内的对手及其葡萄牙盟友所驱逐。在与葡萄牙和恩东戈的对手恩戈拉·哈里的长期战争中，马塔姆巴是恩津加的主要基地。1656年恩津加与葡萄牙签订勒和平条约，确定了马塔姆巴与葡属安哥拉殖民地的边界。恩津加无子嗣，1666年内战结束后，马塔姆巴由她的将军若昂·古特雷斯·恩戈拉·卡尼尼（João Guterres Ngola Kanini）的后裔统治。马塔姆巴与邻近的卡桑杰王国争夺宽果河谷的控制权，直到韦罗妮卡·古特雷斯·恩戈拉·卡尼尼（Verónica Guterres Ngola Kanini）女王解决了边界问题并使得王国重新走上正轨。当时，马塔姆巴王国与葡萄牙的关系总体上保持和平，偶有冲突，例如1744年葡萄牙军队以一名白人商人被杀
为由入侵并击败了一支马塔姆巴军队后撤退，致使安娜二世·古特雷斯·德·席尔瓦·恩戈拉·卡尼尼（Ana Ⅱ Guterres da Silva Ngola Kanini）女王名义上的成为了葡萄牙德附庸。1767年，安娜三世·古特雷斯去世后，在一场王位继承权的纠纷中，由于她的侄子弗朗西斯科二世·卡卢特·卡·姆班迪（FranciscoⅡ Kaluete ka Mbandi）和女儿卡玛娜（Kamana）之间的斗争，该国一分为二，但后来卡玛娜的儿子将其重新统一。在19世纪，特别是1830年之后，葡萄牙人为了扩大他们的咖啡种植园开始侵占马塔姆巴王国的西部省份，并于1838年在杜克德布拉干萨（Duque de Bragança，今卡兰杜拉）建立了一座堡垒。19世纪90年代，马塔姆巴参与了一系列阻止葡萄牙扩张的战争，但1909年，该王国最终并入葡萄牙殖民地安哥拉。